# STS-30
STS-30 e двадесет и деветата мисия на НАСА по програмата Спейс шатъл и четвърти полет на совалката Атлантис. Основната цел на мисията е извеждане в орбита на сондата за радиолокационно картографиране на Венера „Магелан“.

## Екипаж
| Пост                    | Астронавт                            |
| ----------------------- | ------------------------------------ |
| Командир                | Дейвид Уокър втори космически полет  |
| Пилот                   | Роналд Грейб първи космически полет  |
| Специалист на мисията 1 | Норман Тагард трети космически полет |
| Специалист на мисията 2 | Мери Клийв втори космически полет    |
| Специалист на мисията 3 | Марк Ли първи космически полет       |

- Броят на полетите е преди и включително тази мисия.

## Полетът
Основния полезен товар на мисията е сондата Mагелан. Това е първата американска междупланетна мисия от 11 години насам.
Изстрелването е първоначално насрочено за 28 април, първия ден на периода от 31 дни, когато Земята и Венера са правилно ориентирани. Следват няколко отлагания по технически и метеорологични причини и старта е даден на 4 май. Космическият апарат е освободен от совалката в 01:04 часа и поема към Венера, която достига след около 15 месеца.
Сондата достига Венера на 10 август 1990 г. и работи успешно в продължение на 4 години (контактът е загубен на 12 октомври 1994 г.). Благодарение работата на „Магелан“ са съставени подробни радиолокационни карти на повърхността на планетата.
Единственият проблем по време на полета настъпва на 7 май 1989 г., когато един от четирите компютъра с общо предназначение на совалката се поврежда. Екипажът заменя повредения с един резервен. Това е първият заменен в орбита компютър. Този проблем не оказва влияние върху безопасността на екипажа и основните цели на мисията, въпреки че някои от предвидените експерименти е трябвало да бъдат отменени, докато астронавтите са заети с подмяната на компютъра.
„Атлантис“ каца на писта 22 в базата Edwards Air Force Base, Калифорния, на 8 май 1989 г., в 15:43 EDT. Минути преди кацане, пистата се променя от 17 на 22 поради много силните ветрове. Мисията продължи общо на 4 дни и 56 минути. Прехвърлена е в космическия център „Кенеди“ 7 дни по-късно.
STS-30 е първата мисия, когато на совалка е била използвана за стартиране на междупланетен космически апарат.

## Параметри на мисията
- Маса:
  - При старта: 118 441 кг
  - При кацането: 87 296 кг
  - Полезен товар: 20 833 кг
- Перигей: 361 км
- Апогей: 366 км
- Инклинация: 28,8°
- Орбитален период: 91.8 мин

## Галерия
- Сондата Mагелан на КЦ „Кенеди“.
- Сондата на борда на совалката.
- Mагелан в свито състояние.
- Сондата „Магелан“ отблизо
- Извеждането на „Магелан“.
- Гръмотевични бури, заснети над Мексико.
- Океанските вълни, заснети от орбита край бреговете на Мексико, гледани от космоса.